# Nymphon japonicum
Nymphon japonicum är en havsspindelart som beskrevs av Ortmann, A.E. 1890. Nymphon japonicum ingår i släktet Nymphon och familjen Nymphonidae. Inga underarter finns listade i Catalogue of Life.